# V529 Andromedae
V529 Andromedae eller HD 8801, är en ensam stjärna belägen i den mellersta delen av stjärnbilden Andromeda. Den har en skenbar magnitud av ca 6,46, och är mycket svagt synlig för blotta ögat där ljusföroreningar ej förekommer. Baserat på parallax enligt Gaia Data Release 3 på ca 18,76 mas beräknas den befinna sig på ett avstånd av ca 174 ljusår (ca 53,3 parsec) från solen. Den rör sig bort från solen med en heliocentrisk radialhastighet av ca 1 km/s. Stjärnan har en visuell följeslagare med skenbar magnitud 13,35 separerad med 15 bågsekunder, vilken är en avlägsen stjärna i samma siktlinje.

## Observation

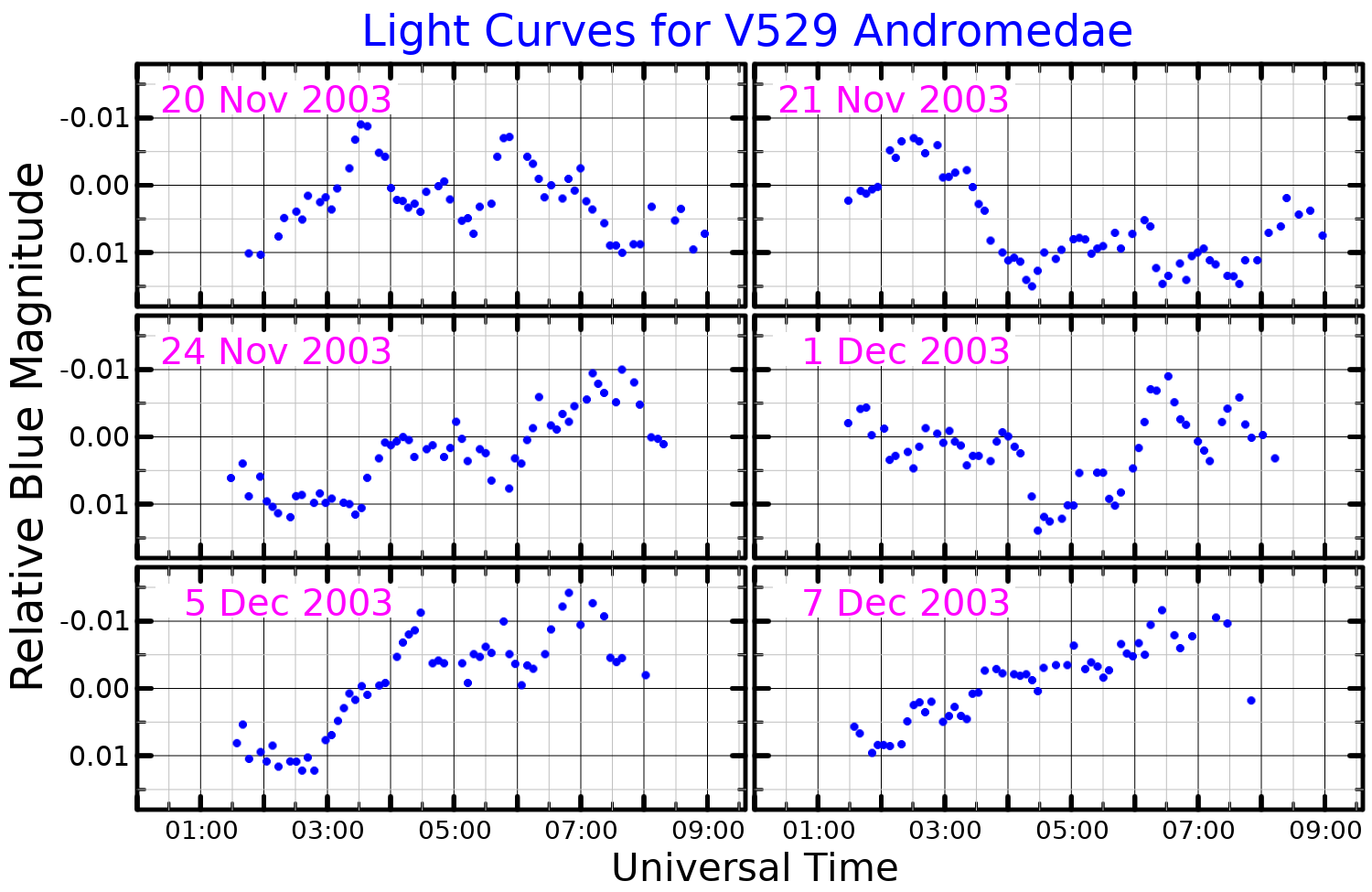
Ljuskurvor i blåa bandet för V529 Andromedae, anpassad från Henry och Fenkel

Den variabla ljusstyrkan hos V529 Andromedae upptäcktes först i Hipparcos-satellitdata. Den klassificerades som en "olöst variabel" (vilket betyder att den inte kunde placeras i någon specifik variabel stjärnkategori) i Hipparcos -katalogen som släpptes 1997. Stjärnans variabilitet bekräftades i en studie publicerad av Gregory W. Henry och Francis C. Fekel 2005, och stjärnan fick sin beteckning variabel stjärna 2011.

## Egenskaper
V529 Andromedae är en vit till blå stjärna i huvudserien av spektralklass Am(kA5/hF1/mF2), vilket betyder att den har kalcium-K-linjen hos en stjärna med spektraltyp A5, Balmerserien hos en F1-stjärna och metalliska linjer hos en F2-stjärna. Den har en massa av ca 1,6 solmassa, en radie av ca 1,7 solradie och utsänder energi från dess fotosfär motsvarande ca 6,5 gånger solen vid en effektiv temperatur av ca 7 600 K.
V529 Andromedae var den första stjärnan som man vet (2005) kombinerade pulseringar av Gamma Doradus- och Delta Scuti-typ. Nio olika pulseringsfrekvenser har observerats, och tre av dem kan uppstå från ett tidigare okänt stjärnpulseringsläge.